# Comuna Thisted
Thisted (Thisted Kommune) este o comună din regiunea Nordjylland, Danemarca, cu o suprafață totală de 1095,63 km².